# Imagine Me & You
Imagine Me & You är en brittisk romantisk komedifilm från 2005 med manus och regi av Ol Parker.

## Rollista
| Piper Perabo     | – Rachel        |
| Lena Headey      | – Luce          |
| Matthew Goode    | – Heck          |
| Celia Imrie      | – Tessa         |
| Anthony Head     | – Ned           |
| Darren Boyd      | – Cooper        |
| Sue Johnston     | – Ella          |
| Boo Jackson      | – H (Henrietta) |
| Sharon Horgan    | – Beth          |
| Eva Birthistle   | – Edie          |
| Vinette Robinson | – Zina          |
| Ben Miles        | – Rob           |
| John Thompson    | – Priest        |
| Mona Hammond     | – Mrs. Edwards  |
| Rick Warden      | – Gordon        |